# Wrike
Wrike, Inc.是一家總部位于美國聖荷西的项目管理應用服務提供商。 Wrike在達拉斯、塔林、尼科西亚、都柏林、東京、墨尔本和布拉格设有办事处。 

## 历史
2006年，Andrew Filev創辦Wrike，同年發佈測試版應用程序。 
2016年7月，Wrike宣布推出Wrike for Marketers。 同年，Wrike的总部从山景城搬至聖荷西。 
2021年1月， 思杰系统表示有意以22.5亿美元的價格收购Wrike。 2021年3月，思杰系统完成了自己的收購程序。 